# Afonso de Albuquerque
Afonso de Albuquerque (c. 1452–1462 – Goa, 16 de Dezembro de 1515), cognominado o Grande, o César do Oriente, o Leão dos Mares, o Terribil e o Marte Português, foi um fidalgo, militar e o 2.º governador da Índia Portuguesa, cujas ações militares, religiosas e políticas foram determinantes para o estabelecimento do Império Português no oceano Índico.
Afonso de Albuquerque é reconhecido como um génio militar pelo sucesso da sua estratégia de expansão: procurou fechar todas as passagens navais para o Índico — no Atlântico, mar Vermelho, golfo Pérsico e oceano Pacífico — construindo uma cadeia de fortalezas em pontos-chave para transformar este oceano num mare clausum português, sobrepondo-se ao poder dos otomanos, árabes e seus aliados hindus.
Destacou-se tanto pela ferocidade em batalha como pelos muitos contactos diplomáticos que estabeleceu. Nomeado governador após uma longa carreira militar no Norte de África, em apenas seis anos — os últimos da sua vida — com uma força nunca superior a quatro mil homens sucedeu a estabelecer a capital do Estado Português da Índia em Goa; conquistar Malaca, ponto mais oriental do comércio Índico; chegar às ambicionadas "Ilhas das especiarias", as ilhas Molucas; dominar Ormuz, entrada do golfo Pérsico; e estabelecer contactos diplomáticos com numerosos reinos da Índia, Etiópia, Reino do Sião, Império Safávida (Pérsia) e até o Império Mingue (China). Adem seria o único ponto estratégico cujo domínio falhou, embora tenha liderado a primeira frota europeia a navegar no mar Vermelho, a montante do estreito Babelmândebe.
Pouco antes da sua morte, segundo algumas fontes, teria sido agraciado com o título de vice-rei e "Duque de Goa" pelo rei D. Manuel, que nunca usufruiu; nessa hipótese, teria sido o primeiro português a receber um título de além-mar e o primeiro duque nascido fora da família real. Foi o segundo europeu a fundar uma cidade na Ásia, sendo o primeiro Alexandre, o Grande.

## Primeiros anos
Segundo uma tradição que remonta ao século XVII, Afonso de Albuquerque teria nascido em Alhandra, nos arredores de Lisboa, na quinta do Paraíso, junto ao rio Tejo. No entanto, como aponta a historiadora Alexandra Pelúcia, a referida quinta, durante a segunda metade do século XV, estava na posse dos condes de Penela, pelo que essa tradição resulta desacreditada. É assim mais provável que Afonso de Albuquerque tenha nascido na sede do património de referência de seus ascendentes paternos ou maternos, que se situava, respectivamente, em Vila Verde dos Francos e em Atouguia da Baleia.
Quanto à data de nascimento, se valorizarmos o depoimento do próprio Afonso de Albuquerque, que escreveu, em uma carta datada de 1 de abril de 1512, ter então a idade de 50 anos, deverá ter ocorrido cerca de 1461 ou 1462 — contudo, o arco de possibilidades para essa data abarca o período compreendido entre o início da década de 1440 e a de 1460, pelo que alguns historiadores situaram o seu nascimento em dezembro de 1452 ou no ano de 1453.
Afonso de Albuquerque era o segundo dos quatro filhos de Gonçalo de Albuquerque, 3.º Senhor de Vila Verde dos Francos de juro e herdade, e de sua mulher Leonor de Meneses, filha de Álvaro Gonçalves de Ataíde, 1.º Conde de Atouguia, e de sua mulher Guiomar de Castro. Através de seu pai, que desempenhava um importante cargo na corte, descendia por via natural da família real portuguesa. Foi educado em matemática e latim clássico na corte de D. Afonso V, onde cresceu e travou amizade com príncipe D. João, futuro rei.
Afonso de Albuquerque serviu dez anos no Norte de África, onde adquiriu experiência militar: em 1471 acompanhou D. Afonso V nas conquistas de Tânger, Anafé e Arzila, onde permaneceu alguns anos como Oficial na guarnição. Em 1476, acompanhou o príncipe D. João nas guerras contra Castela, tendo participado na batalha de Toro. Participou na esquadra enviada em 1480 em socorro de Fernando II, rei de Aragão, Sicília e Nápoles «para reprimir o furor dos turcos» de avançar na península Itálica, no golfo de Tarento, em Otranto, que culminaria na vitória dos cristãos em 1481.
Em 1481, quando o príncipe D. João ascendeu ao trono como D. João II, Albuquerque regressou a Portugal e foi nomeado seu estribeiro-mor. Em 1489 retornou ao serviço no norte de África, onde comandou a defesa da fortaleza da Graciosa, situada na ilha que o rio Luco forma junto da cidade de Larache e em 1490 fez parte da guarda de D. João II, tendo regressado a Arzila em 1495, onde o seu irmão mais novo, Martim, morreu lutando a seu lado.

### Primeira missão na Índia
Quando o novo rei D. Manuel ascendeu ao trono mostrou alguma reticência perante Afonso de Albuquerque, íntimo do temido D. João II e dezassete anos mais velho. Em 6 de Abril de 1503, já numa idade madura e com uma longa carreira militar, Afonso de Albuquerque foi enviado na sua primeira expedição à Índia com o primo Francisco de Albuquerque, comandando cada qual três naus onde seguiam também Duarte Pacheco Pereira e Nicolau Coelho. Participaram em várias batalhas contra Calecute, onde sucederam a garantir a segurança no trono ao rajá de Cochim. Em retorno pelos serviços prestados obtiveram a permissão para construir uma fortaleza portuguesa em Cochim que seria o primeiro assentamento europeu na índia e o ponto de partida para a expansão do império no oriente, estabelecendo relações comerciais com Coulão. De regresso ao reino em Julho de 1504 «mais cheio de glórias que de despojos», Afonso de Albuquerque foi bem recebido por D. Manuel.

## Capitão-mor da costa da Arábia, 1506-1509

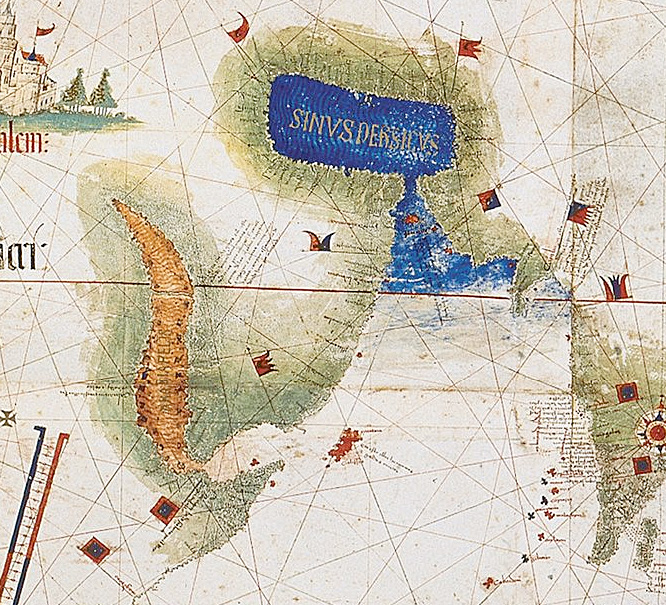
Mapa de 1502 representando o mar Vermelho e a ilha de Socotorá (vermelho), e o golfo Pérsico (azul) com o estreito e ilha de Ormuz, pormenor do planisfério de Cantino

No início de 1506, após ter participado no delinear da estratégia para o oriente, o rei confiou-lhe uma esquadra de cinco navios na armada de dezasseis navios chefiada por Tristão da Cunha com destino à Índia. Seguiam com o objectivo de tomar Socotorá e aí iniciar uma fortaleza, na esperança de fechar o comércio no mar Vermelho, transportando um forte de madeira para apoiar os trabalhos iniciais.
Afonso de Albuquerque seguia como capitão-mor da "costa da Arábia" e "até Moçambique havia de ir debaixo da bandeira de Tristão da Cunha". Levava uma carta com a missão secreta, ordenada pelo rei, de uma vez cumprida a primeira missão substituir o vice-rei D.Francisco de Almeida, que terminaria o mandato dois anos depois. Antes de partir legitimara um filho natural nascido em 1500. E fizera o seu testamento.

### Tomada de Socotorá e Ormuz no golfo Pérsico
A 6 de Abril de 1506 as duas armadas partiram de Lisboa. Afonso de Albuquerque seguia pilotando o seu próprio navio, pois o piloto designado desaparecera antes da partida. No canal de Moçambique encontraram João da Nova vindo da Índia, que aí invernava após um rombo no casco do seu navio Frol de la mar. Resgataram-no e à nau, juntando-os à frota. De Melinde, Tristão da Cunha enviou uma expedição portuguesa para a Etiópia, que então se pensava ser mais próxima. A missão incluía o padre João Gomes, João Sanches e o tunisino Sid Mohammed (sem conseguir atravessar por Melinde rumariam a Socotorá, de onde Afonso de Albuquerque conseguiu desembarcá-los em Filuk, perto do Cabo Guardafui.) Após uma série de ataques bem sucedidos às cidades árabes da costa oriental africana, seguiram para Socotorá, onde havia notícia de cristãos, e que tomaram em Agosto de 1507, iniciando uma fortaleza.
Em Socotorá os caminhos dos dois capitães separaram-se: Tristão da Cunha partiu para a Índia, indo apoiar os portugueses cercados em Cananor; Afonso de Albuquerque navegou com uma frota de seis navios e quinhentos homens rumo à ilha de Ormuz no golfo Pérsico, um dos centros chave do comércio no oriente. No percurso conquistaram as cidades de Curiate, Mascate e Corfação, aceitando a submissão das cidades de Kalhat e Soar.
A 25 de setembro de 1507, Albuquerque chegou a Ormuz precedido de uma temível reputação e rapidamente tomou posse da ilha na sequência de uma das maiores batalhas da história da marinha portuguesa, a 27. O rei local concordou tornar-se tributário do rei de Portugal. Passados poucos dias, chegou um enviado da Pérsia que vinha exigir o pagamento de tributo ao xá Ismail I. O emissário persa foi enviado de volta com a resposta de que o tributo seria apenas balas de canhão e armas, começando assim a ligação entre Albuquerque e o xá Ismail I (muitas vezes referido por Xeque Ismael), fundador do Império Safávida.

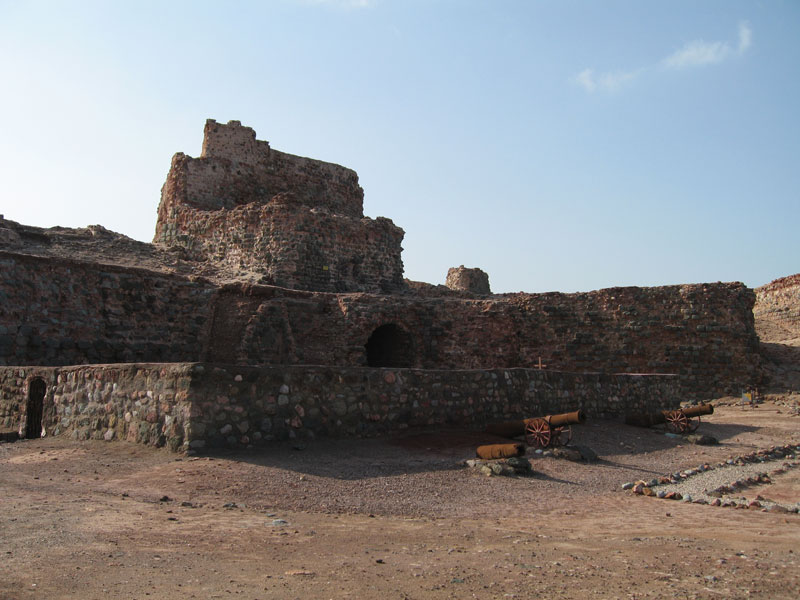
Forte de Nossa Senhora da Conceição de Ormuz, ruínas na ilha de Gerun, atual Irão, no estreito de Ormuz, à entrada do golfo Pérsico

Como fruto do acordo com o rei de Ormuz, imediatamente Albuquerque iniciou a construção do Forte de Nossa Senhora da Vitória em Ormuz (mais tarde renomeado Forte de Nossa Senhora da Conceição). A primeira pedra foi colocada com pompa e entusiasmo por Albuquerque em 24 de Outubro, com os seus homens de todas as condições participando nos trabalhos de construção. Contudo, na sequência da crescente contestação dos seus capitães, que reclamavam dos duros trabalhos e difíceis condições, vários navios desertaram para a Índia Com a frota reduzida a dois navios e sem mantimentos, Afonso de Albuquerque foi forçado a abandonar Ormuz em Abril de 1508. Retornou a Socotorá, onde encontrou a guarnição portuguesa passando fome, e para reabastecer este assentamento assaltou navios muçulmanos e a cidade de Calhate (Barém). Voltou ainda a Ormuz e só depois rumou à Índia.

### Preso em Cananor
Afonso de Albuquerque chegou a Cananor, na Índia, em Dezembro de 1508. Aí imediatamente abriu perante o vice-rei Francisco de Almeida a carta selada que recebera do rei nomeando-o governador. Francisco de Almeida, junto do qual estavam já os capitães que haviam abandonado Albuquerque em Ormuz, confirmou que a ordem também lhe fora participada, mas recusou-se a passar de imediato o cargo, protestando que o seu mandato terminava apenas em Janeiro e que pretendia ainda vingar a morte do seu filho junto de Mirocém. Afonso de Albuquerque, ao ver recusada a sua promessa de travar a batalha ele mesmo, e posto que o vice-rei propôs pagar-lhe o devido ao cargo de governador, acatou esta ordem sem confrontar Francisco de Almeida e foi para Cochim, onde ficou a aguardar indicações do reino, sustentando do seu bolso a sua comitiva.
É descrito por Castanheda suportando pacientemente a oposição declarada do grupo que se juntara em torno de Francisco de Almeida, com o qual mantinha contactos formais. Progressivamente ostracizado, ao saber da chegada à Índia da armada do fidalgo Diogo Lopes de Sequeira com a missão de chegar a Malaca, escreveu-lhe para que intercedesse, mas este ignorou-o e juntou-se ao vice-rei. Simultaneamente Afonso de Albuquerque recusou as aproximações dos que o desafiavam a tomar o poder.
A 3 de Fevereiro de 1509 Francisco de Almeida avançou em força para a Batalha de Diu, que assumiu como vingança pessoal pela morte do seu filho Lourenço de Almeida em circunstâncias dramáticas na Batalha de Chaul. A sua vitória foi determinante: otomanos e mamelucos egípcios abandonaram as águas do Índico, permitindo o domínio português por mais de 100 anos.
Em Agosto, após uma petição dos antigos capitães e Diogo Lopes de Sequeira considerando Afonso de Albuquerque inapto para a governação, Francisco de Almeida enviou-o para a fortaleza de Santo Ângelo em Cananor. Aí permaneceu isolado, o que o próprio Albuquerque considerou ser sob prisão. Em setembro de 1509 Diogo Lopes de Sequeira avançou na missão de estabelecer contacto com o sultão de Malaca, mas falhou deixando para trás 19 prisioneiros.

## Governador daÍndia Portuguesa, 1509-1515
Em Outubro, chegou a Cananor o Marechal do Reino, Fernando Coutinho. Era o mais importante fidalgo do reino que alguma vez se deslocara ao Índico, parente de Afonso de Albuquerque, e trazia uma armada de quinze naus e 3 000 homens enviada pelo rei para defender os seus direitos e tomar Calecute. A 4 de Novembro Albuquerque iniciou a governação. Após a partida de Francisco de Almeida cinco dias depois, Albuquerque rapidamente demonstrou a sua energia e determinação como segundo governante do estado da Índia, cargo que ocuparia até à sua morte.
Afonso de Albuquerque pretendia construir fortalezas em pontos estratégicos da costa, capazes ser abastecidas por mar, para assim dominar o mundo muçulmano e controlar a rede de comércio no Índico, ideia a que Francisco de Almeida e os seus capitães se tinham oposto, por considerarem que não havia capacidade para as manter. Inicialmente D. Manuel e o conselho do reino tentaram distribuir o poder a partir de Lisboa, criando três áreas de jurisdição no Índico: Albuquerque seguira com a missão de tomar Ormuz, Adem e Calecute, missão que até ao fim procurou cumprir; Diogo Lopes de Sequeira fora provido com uma frota e enviado para o sudoeste asiático, com a missão de tentar um acordo com o sultão de Malaca, mas falhou retornando a Cochim e ao reino; a Jorge de Aguiar fora dada a área entre o Cabo da Boa Esperança e Guzerate, sendo sucedido por Duarte de Lemos que partiu para o reino deixando a Albuquerque os seus navios.

### Ataque falhado a Calecute
Em Janeiro de 1510, cumprindo as ordens do reino e sabendo da ausência do samorim, Afonso de Albuquerque avançou para Calecute. Contudo teve que recuar após o marechal Fernando Coutinho, contra os seus avisos, se ter embrenhado no interior da cidade fascinado pelo saque e sofrido uma emboscada. Para o salvar, Afonso de Albuquerque sofreu um rude ferimento e teve que recuar.

### Conquista de Goa, 1510

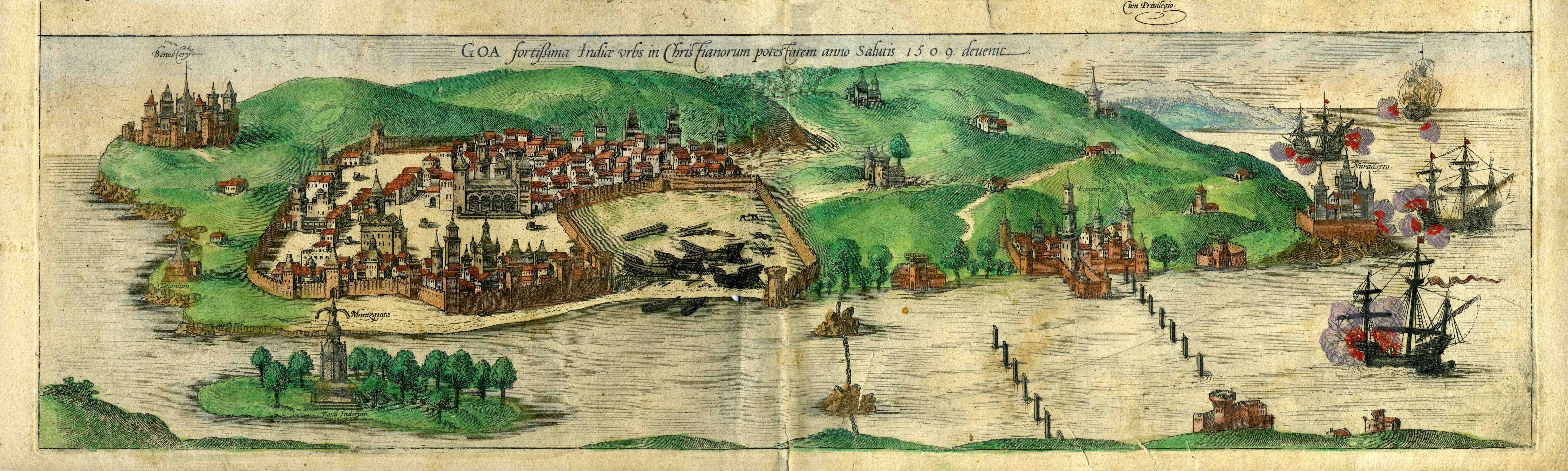
Vista de Goa Velha em 1509, in Braun e Hogenberg, 1600

Falhado o ataque a Calecute, Afonso de Albuquerque apressou-se a formar uma poderosa armada, reunindo vinte e três naus e 1 200 homens. Relatos contemporâneos afirmam que pretendia combater a frota mameluca egípcia no mar Vermelho ou regressar a Ormuz. Contudo, informado por Timoja (um corsário hindu ao serviço do Reino de Bisnaga) de que seria mais fácil encontrá-la em Goa, onde se havia refugiado após a Batalha de Diu, dada a doença do sultão Hidalcão e a guerra entre os sultanatos do Decão. investiu de surpresa na captura de Goa ao sultanato de Bijapur. Cumpriu assim outra missão do reino, que não pretendia ser visto como eterno "hóspede" de Cochim, e cobiçava Goa por ser o melhor porto comercial da região, entreposto de cavalos árabes para os sultanatos do Decão.
A primeira investida a Goa deu-se de 4 de Março a 20 de maio de 1510. Numa primeira ocupação, sentindo-se impossibilitado de segurar a cidade dadas as más condições das suas fortificações, a retracção do apoio inicial da população hindu e a insubordinação entre os seus após um forte ataque de Ismail Adil Shah, Afonso de Albuqerque recusou um vantajoso acordo de paz e abandonou-a em Agosto. A frota destroçada e uma revolta palaciana em Cochim dificultavam a sua recuperação. Quando chegaram novos navios do reino destinavam-se apenas a Malaca, sob o comando do fidalgo Diogo Mendes de Vasconcelos, a quem tinha sido dado o comando rival da região.
Apenas três meses depois, a 25 de Novembro, Albuquerque reapareceu em Goa com uma frota totalmente renovada e Diogo Mendes de Vasconcelos, contrariado, a seu lado com os reforços de Malaca e trezentos malabaris. Em menos de um dia tomou posse de Goa a Ismail Adil Shah e seus aliados otomanos, que se renderam a 10 de Dezembro. Estima-se que 6 000 dos 9 000 defensores muçulmanos da cidade morreram, quer na violenta batalha nas ruas ou afogados enquanto tentavam escapar. Reconquistou o apoio da população hindu mas frustrou as expectativas de Timoja, que ambicionava tornar-se governador da cidade: Afonso de Albuquerque recompensou-o tornando-o representante do povo, como intérprete conhecedor dos costumes locais. Apesar de ataques constantes, Goa tornou-se o centro da presença portuguesa, com a conquista a desencadear o respeito dos reinos vizinhos: o sultão de Guzerate e o samorim de Calecute enviaram embaixadas, oferecendo alianças, concessões e locais para fortificar.
Perante queixas de escassez de moeda local, Albuquerque iniciou nesse ano em Goa a primeira cunhagem de moeda portuguesa fora do reino, aproveitando a oportunidade para anunciar a conquista territorial. A nova moeda mantinha o peso, forma e tamanho das moedas locais, mas apresentava numa face a cruz e na outra a esfera armilar que D. Manuel então adoptara como símbolo.

### Tomada de Malaca, 1511

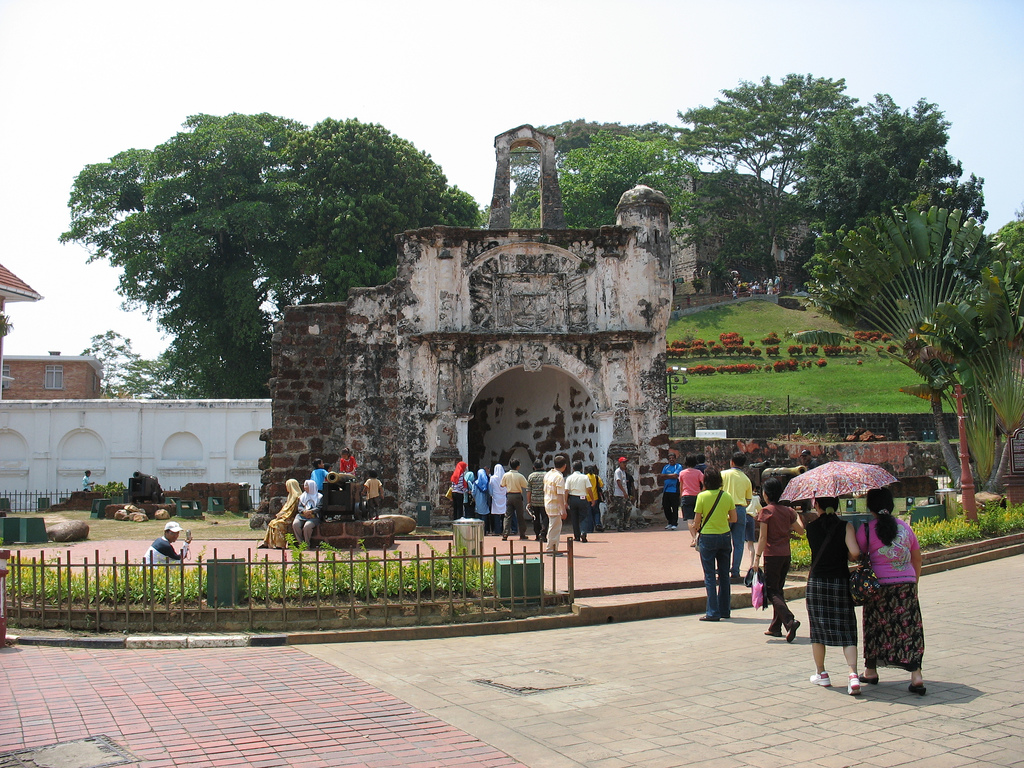
"A Famosa" porta da fortaleza de Malaca mandada construir por Afonso de Albuquerque após a conquista

Em Fevereiro de 1511 chegou através de um mercador hindu chamado Nina Chatu uma carta de Rui de Araújo, um dos prisioneiros portugueses em Malaca, instando a avançar com a maior armada possível, e dando pormenores sobre os procedimentos. Albuquerque mostrou-a a Diogo Mendes de Vasconcelos, como argumento para avançar numa frota conjunta. Em abril de 1511, após fortificar Goa, reuniu uma força de cerca de 900 portugueses e 200 mercenários hindus, com cerca de dezoito navios. Contrariando as ordens do reino e sob os protestos de Diogo Mendes de Vasconcelos, que reclamava para si o comando da expedição, zarpou de Goa para o Sultanato de Malaca, preparado para a conquista e instado a libertar os portugueses. Sob as suas ordens estava Fernão de Magalhães, que participara na embaixada falhada de Diogo Lopes de Sequeira em 1509.
Após uma falsa partida em direcção ao Mar vermelho, contornou o cabo Comorim dirigindo-se ao estreito de Malaca. Era a mais rica cidade que os portugueses tentavam tomar, ponto mais importante a leste da rede onde se encontravam mercadores malaios, guzerates, chineses, japoneses, javaneses, bengaleses, persas e árabes, entre outros, num comércio descrito por Tomé Pires como senso de valores inestimáveis. Apesar da riqueza, era uma cidade com construções civis em madeira, com poucos edifícios em alvenaria. Em contrapartida era defendida por um poderoso exército de mercenários e artilharia, estimado em 20 mil homens e mais de 2 000 peças. A sua maior fraqueza era a impopularidade do governo do sultão Mamude Xá de Malaca, que ao privilegiar os muçulmanos gerara insatisfação junto das dos restantes mercadores.
Albuquerque avançou com arrojo os navios para a cidade, ornamentados com pendões e disparando salvas de canhão. Declarou-se então senhor de toda a navegação, exigindo ao sultão que libertasse os prisioneiros portugueses de 1509, que pagasse os danos causados e pedindo para construir uma feitoria fortificada. O sultão acabou por libertar os prisioneiros, mas sem se mostrar impressionado pelo pequeno contingente português. Albuquerque incendiou então alguns navios do porto e quatro edifícios costeiros, para testar a resposta do sultão.

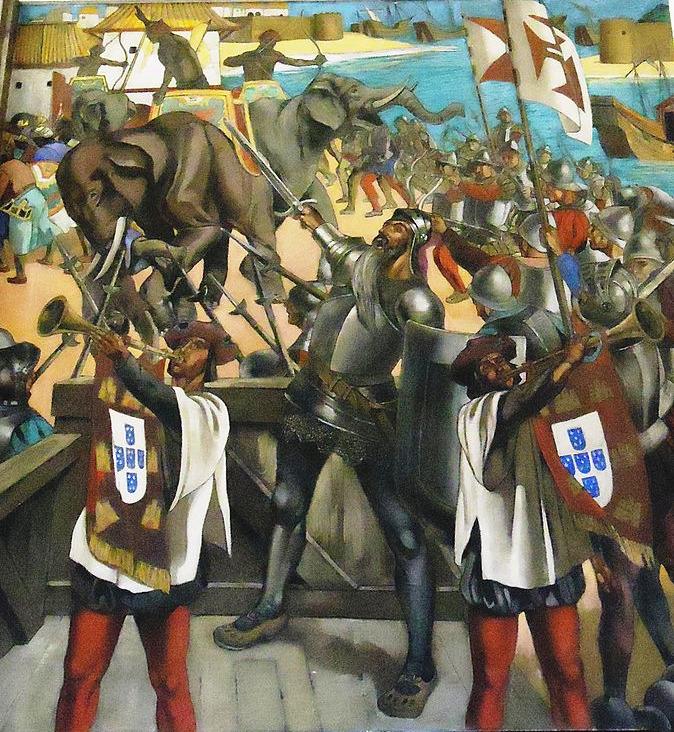
Tomada de Malaca, por Afonso de Albuquerque, em 1511.

A cidade era dividida pelo rio de Malaca, e ligada por uma ponte, um ponto estratégico. A 25 de Julho ao amanhecer os portugueses desembarcaram numa luta renhida, onde foram atacados com flechas envenenadas, e ao entardecer tomaram a ponte, aguardando a reacção do sultão, mas recolheram aos navios. Sentindo que o sultão não reagia, preparam um junco alto que fora oferecido por mercadores chineses, enchendo-o de homens, artilharia, sacos de areia. Comandado por António de Abreu fizeram-no subir o rio na maré alta, até à ponte, com sucesso: no dia seguinte todo contingente tinha desembarcado. Investindo ferozmente, derrubaram as barricadas que tinham sido construídas entretanto. De súbito, o sultão finalmente apareceu, chefiando o seu exército de elefantes de guerra para esmagar os invasores. Apesar do espanto, um dos portugueses, Fernão Gomes de Lemos, aproximou-se e espicaçou um dos animais com uma lança, fazendo-o erguer-se e recuar.
Outros portugueses imitaram-no e a frente de elefantes recuou em pânico, derrubando o exército que os seguia, e o próprio sultão, lançando o caos e dispersando-o. Seguiu-se uma semana de calmaria. Albuquerque descansou os seus homens e aguardou a reacção do sultão. Os mercadores aproximavam-se sucessivamente, apelando aos portugueses por protecção. Foram-lhes dadas bandeiras para assinalar os seus estabelecimentos, sinal de que não seriam saqueados.
Em 24 de Agosto os portugueses atacaram de novo, mas o sultão e os seus aliados guzerates haviam partido. Sob ordens firmes procedem ao saque da cidade, respeitando as bandeiras, no que seria mesmo assim um saque fabuloso.
Albuquerque permaneceu na cidade, construindo de imediato uma fortaleza, preparando as defesas contra um eventual contra-ataque malaio, distribuindo os seus homens por turnos e utilizando as pedras da mesquita e do cemitério. Apesar dos atrasos causados pelo calor e pela malária, foi concluída em Novembro de 1511, e ficou conhecida como "a famosa", de que hoje sobrevive a porta. Terá sido então que Albuquerque mandou gravar uma grande pedra com os nomes dos principais participantes na conquista. Como se gerou grande discussão sobre a ordem em que deveriam surgir, Albuquerque tê-la-á mandado assentar voltada para a parede, apenas com a inscrição Lapidem quem reprobaverunt aedificantes. ("a pedra que os construtores rejeitaram", em latim da profecia de David, Salmos 118:22-23) na frente.
Em Malaca Albuquerque estabeleceu a administração portuguesa, nomeando Rui de Araújo feitor e designando Nina Chatu para substituir o anterior bendahara, como representante da população cafir e conselheiro. Além de auxiliar na governação da cidade e cunhagem de moeda, este forneceu também o juncos onde seguiram diversas missões diplomáticas. Simultaneamente, prendeu e executou impiedosamente o poderoso mercador javanês Utimuta Raja, a quem fora dado o cargo de representante da população javanesa, mas que manteve contactos com a família real no exílio.

### Missões diplomáticas a partir de Malaca

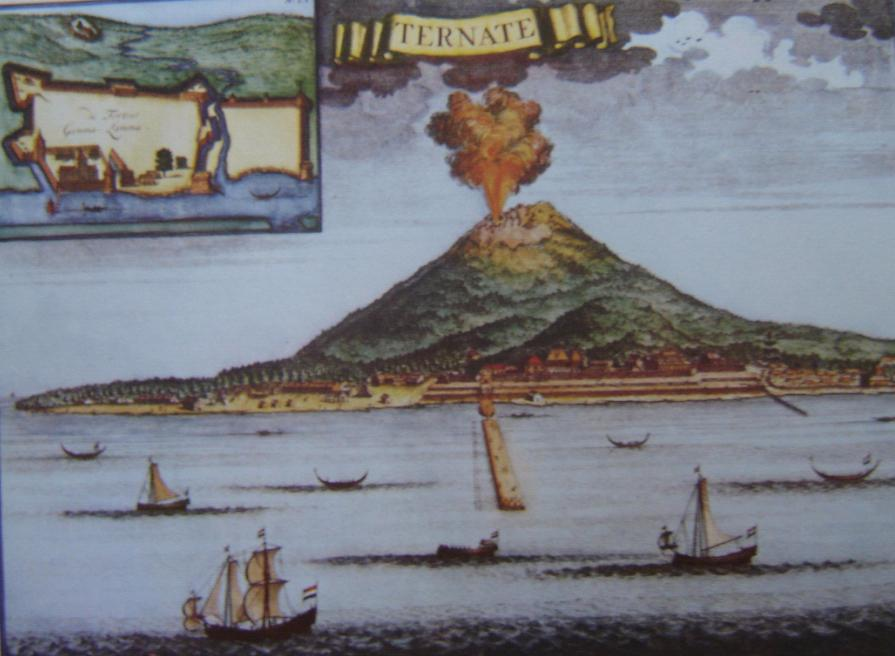
Forte de São João Baptista de Ternate, na passagem para o Pacífico, construído na sequência da expedição de Francisco Serrão às Molucas

#### Missões diplomáticas a Pegu, Sumatra e Sião, 1511
Em Malaca Albuquerque investiu simultaneamente em esforços diplomáticos demonstrando ampla generosidade com os mercadores do sudeste asiático, como os chineses, na esperança de que estes fizessem eco das boas relações com os portugueses. Enviou várias missões aos territórios vizinhos: Rui Nunes da Cunha foi enviado para Pegu (actual Mianmar), com o rei Binyaram a enviar um emissário a Cochim em 1514 e, conhecendo as ambições siamesas sobre Malaca, imediatamente enviou Duarte Fernandes em missão diplomática ao Reino do Sião (actual Tailândia), onde foi o primeiro europeu a chegar viajando num junco chinês que retornava à China, estabelecendo relações amigáveis entre os reinos de Portugal e do Sião.

#### Chegada às Molucas, as "ilhas das especiarias", 1512
Ainda em Novembro desse ano, ao tomar conhecimento da localização secreta das chamadas "ilhas das especiarias", ordenou a partida dos primeiros navios portugueses para o sudeste asiático, comandado pelo seu homens de confiança António de Abreu e por Francisco Serrão, guiados por pilotos malaios. Estes são os primeiros europeus a chegar às ilhas Banda nas Molucas. A nau de Serrão encalhou próximo a Ceram e o sultão de Ternate, Abu Lais, entrevendo uma oportunidade de aliar-se com uma poderosa nação estrangeira, trouxe os tripulantes para Ternate em 1512. A partir de então os portugueses foram autorizados a erguer uma fortificação-feitoria na ilha, na passagem para o oceano Pacífico: o Forte de São João Baptista de Ternate.

#### Contactos com a China, 1513
No início de 1513, navegando a partir de Pegu numa missão ordenada por Afonso de Albuquerque Jorge Álvares obteve autorização para aportar na ilha de Lintin, no delta do rio das Pérolas, no sul da China. Pouco depois Afonso de Albuquerque enviou Rafael Perestrelo ao sul da China, procurando estabelecer relações comerciais com a dinastia Mingue. Em navios de Malaca, Rafael navegou até Cantão em 1513 e de novo em 1515-1516 para aí comerciar com mercadores chineses. Estas expedições, junto com as realizadas por Tomé Pires e Fernão Pires de Andrade, foram os primeiros contactos diplomáticos e comerciais directos de europeus com a China.

### Naufrágio na Flor de la Mar

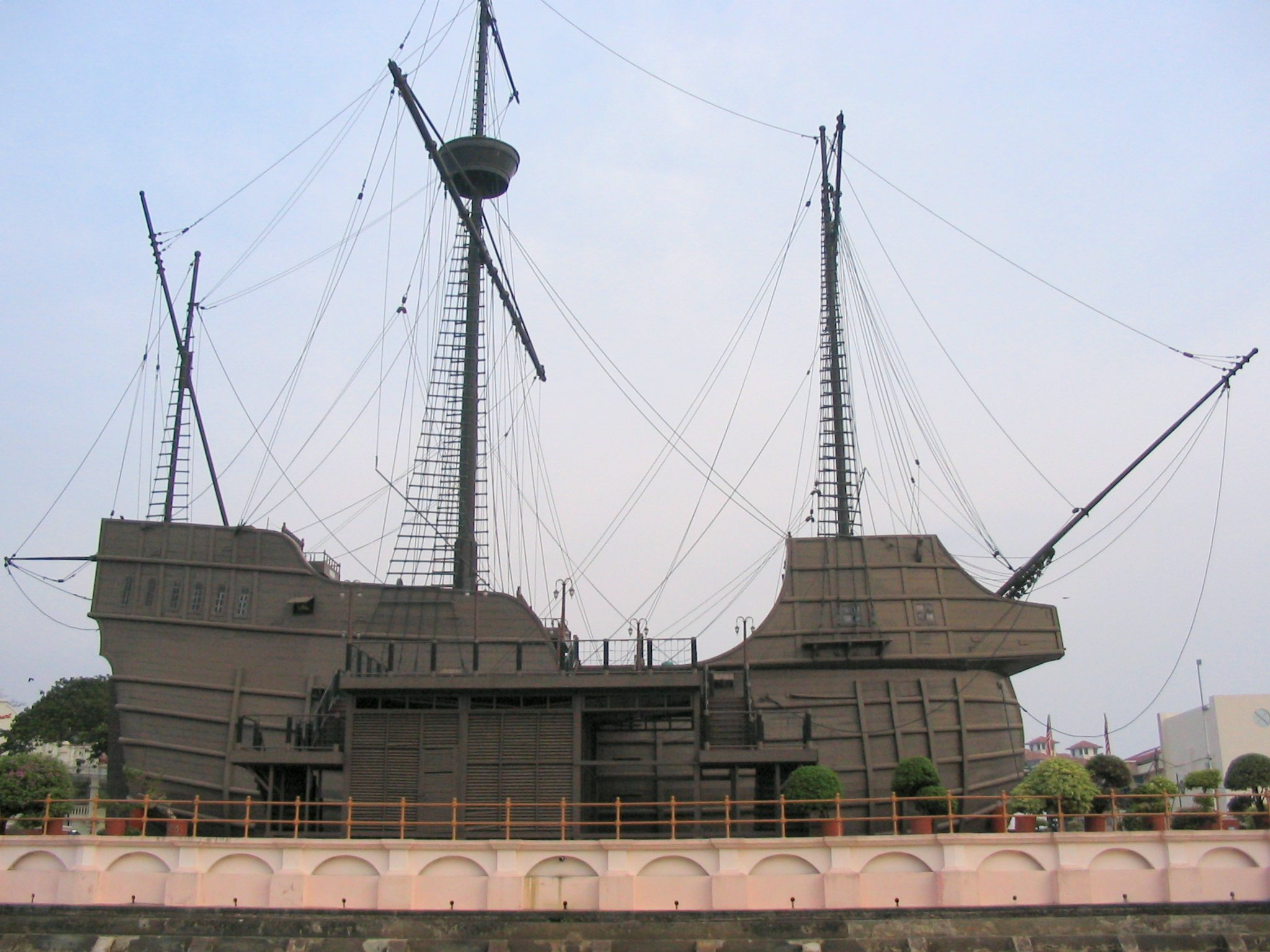
Réplica do navio "Flor de la mar", no Museu Marítimo de Malaca

Na noite de 20 de Novembro de 1511, após quase um ano de permanência em Malaca, navegando de regresso à Índia com o valioso espólio da conquista de Malaca, uma tempestade fez naufragar a velha nau Flor de la mar onde seguia Afonso de Albuquerque. O naufrágio fez numerosas vítimas, Albuquerque salvou-se em condições difíceis "apenas com a roupa que trazia", com auxílio de uma jangada improvisada. Perdeu-se o valioso saque da conquista de Malaca, presentes do rei do Sião para o rei de Portugal e toda a sua fortuna.
Albuquerque voltou de Malaca para Cochim. Não navegara para Goa, porque enfrentava uma grave revolta liderada pelas forças de Ismael Adil Xá, sultão de Bijapur, liderada por Raçul Cã com a ajuda de alguns dos seus compatriotas. Enquanto se ausentara em Malaca, os portugueses que se opunham à tomada de Goa tinham renunciado à posse, tendo mesmo escrito ao rei, afirmando que seria melhor deixá-la. Impedido de navegar pela monção e com poucas forças disponíveis, teve que esperar a chegada de duas frotas com reforços, de seu sobrinho Garcia de Noronha e de Jorge de Melo Pereira.
Em 10 de Setembro de 1512, Albuquerque partiu de Cochim para Goa com 14 navios transportando cerca de 1 700 soldados. Determinado a recuperar a fortaleza, preparou trincheiras e o derrube da muralha, mas na manhã do ataque planeado, Raçul Cã rendeu-se. Albuquerque exigiu a devolução do forte com toda a artilharia, munições e cavalos, e que os desertores fossem entregues. Alguns tinham-se juntado a Raçul Cã ao serem forçados a fugir Goa em Maio de 1510, outros durante o recente cerco. Raçul Cã consentiu, na condição de que as suas vidas fossem poupadas, abandonando Goa. Albuquerque manteve a sua palavra, mas puniu-os mutilando-os horrivelmente. Um dos renegados foi Fernão Lopes, enviado sob custódia para Portugal, que fugiu na ilha de Santa Helena levando uma vida de "Robinson Crusoé" por muitos anos. Após estas medidas fez da cidade o mais florescente dos assentamentos portugueses na Índia.

### Regresso ao mar Vermelho, 1513
Em Dezembro de 1512 chegara a Goa Mateus, um embaixador da Etiópia. Fora enviado pela rainha regente Eleni da Etiópia, na sequência da chegada dos enviados de Tristão da Cunha vindos de Socotorá em 1507. Seguira como embaixador para o rei D. Manuel e ao papa, em busca de uma aliança para fazer face ao crescente poder otomano na região. Apesar da desconfiança de alguns, que o consideravam um impostor ou espião muçulmano, Albuquerque recebeu-o com honras e imediatamente avisou o rei, que por sua vez informou da sua chegada o papa Leão X em 1513. Visto como o muito esperado contacto com o lendário Preste João e com Pêro da Covilhã, Mateus foi enviado por Albuquerque de Cananor para Portugal.
Em Fevereiro de 1513, enquanto que Mateus estava em Portugal, Albuquerque zarpou para o mar Vermelho com uma força de cerca de 1000 portugueses e 400 malabares. Estava, desde o início, investido sob ordens do reino na missão de garantir o domínio deste canal para Portugal. A árida ilha de Socotorá revelara-se ineficaz para controlar a entrada do mar Vermelho e fora abandonada. A sugestão de Albuquerque que Maçuá poderia tornar-se uma boa base portuguesa pode ter sido influenciada pelos contactos com Mateus. Sabendo que os mamelucos preparavam uma segunda frota no Suez, quis avançar antes dos reforços chegarem a Adem e, assim, sitiou a cidade. Adem era uma cidade fortificada e, apesar de seguir equipado com escadas de assalto estas quebraram. Após meio dia dura batalha as forças de Albuquerque acabaram por retirar. Cruzaram então o mar Vermelho no interior do estreito Babelmândebe, como a primeira frota europeia a ter navegado nessas águas. Albuquerque tentara chegar a Jedá, mas os ventos eram desfavoráveis e em Maio recolheram à ilha do Camarão, até que a doença e falta de água doce os forçou a partir. Em Agosto de 1513, após uma segunda tentativa para chegar a Adem, voltaram para a Índia, sem resultados significativos. Tentando destruir o poder do Egito, consta que Albuquerque ponderou a ideia de desviar o rio Nilo para secar todo o país. Entre as intenções mais demonstrativas do seu temperamento destaca-se o plano de roubar o corpo do profeta Maomé, sequestrando-o como penhor enquanto todos os muçulmanos não abandonassem a Terra Santa.

### Administração e diplomacia em Goa 1514

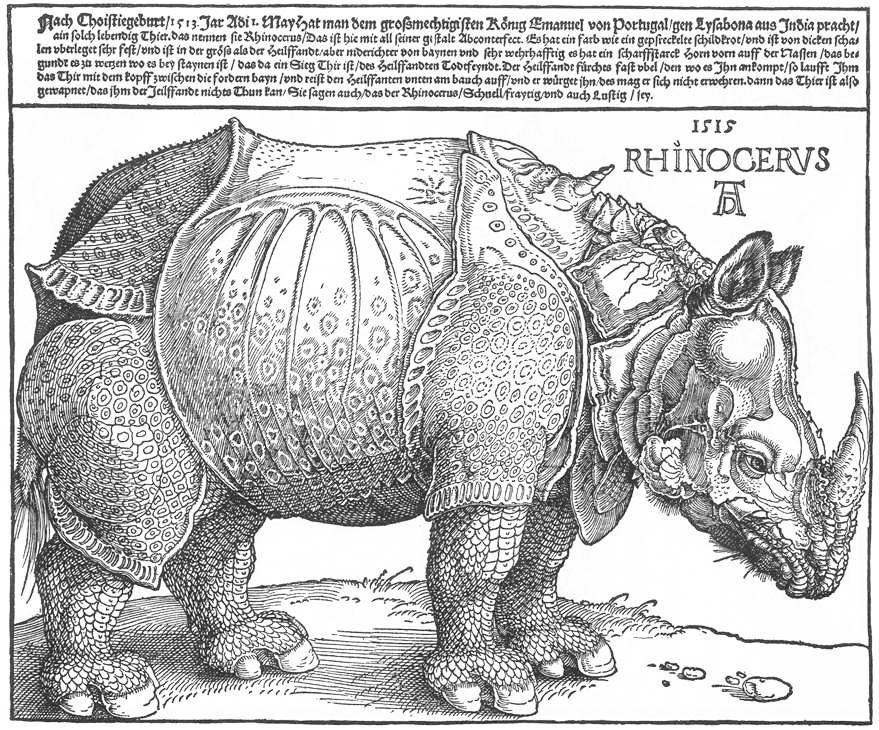
O "Rinoceronte de Dürer" (xilogravura de 1515)

Em 1514 na Índia Afonso de Albuquerque dedicou-se à administração e diplomacia, a concluir a paz com Calecute, a receber embaixadas e a consolidar e embelezar Goa, estimulando os casamentos com locais. Na época poucas portuguesas chegavam ao Índico e, desde 1511 o governo português incentivou os casamentos dos seus homens com locais, numa política definida por Albuquerque. Para promover a fixação, o rei de Portugal atribuía o estatuto de homem livre e isenção de pagamento de impostos à Coroa aos então conhecidos como "casados", ou "homens casados " que se aventuravam a estabelecer-se no exterior. Com o encorajamento de Albuquerque, e apesar de grande oposição, os casamentos mistos floresceram. Frequentemente nomeou locais para cargos da administração portuguesa e não interferiu nas tradições, com excepção do "sati", a imolação das viúvas, que proibiu.
No início de 1514 foi enviada ao Papa Leão X a embaixada faustosíssima do rei Manuel I, liderada por Tristão da Cunha, que percorreu as ruas da cidade numa extravagante procissão de animais das colónias e riquezas das Índias que impressionaram a Europa. Nesse ano, Afonso de Albuquerque enviara embaixadores ao sultão Muzafar II de Cambaia (Sultanato de Guzarate), pedindo autorização para construir uma fortaleza em Diu. A missão voltou sem acordo, mas foram trocados presentes diplomáticos, incluindo um rinoceronte-indiano. Albuquerque enviou-o ao rei D. Manuel, que por sua vez o enviou como presente ao Papa Leão X. Contudo morreu num naufrágio na costa italiana. Com base numa descrição escrita e num breve esboço, o pintor alemão Albrecht Dürer criou então o famoso rinoceronte de Dürer sem jamais ter visto o rinoceronte real, que foi o primeiro exemplar visto na Europa desde os tempos romanos. O seu prestígio chegara ao auge, criando as bases do Império Português no Oriente e sendo «Chamado o Grande pelas heroicas façanhas com que encheu de admiração a Europa e de pasmo e terror a Ásia».

### Conquista de Ormuz e últimos dias, 1515

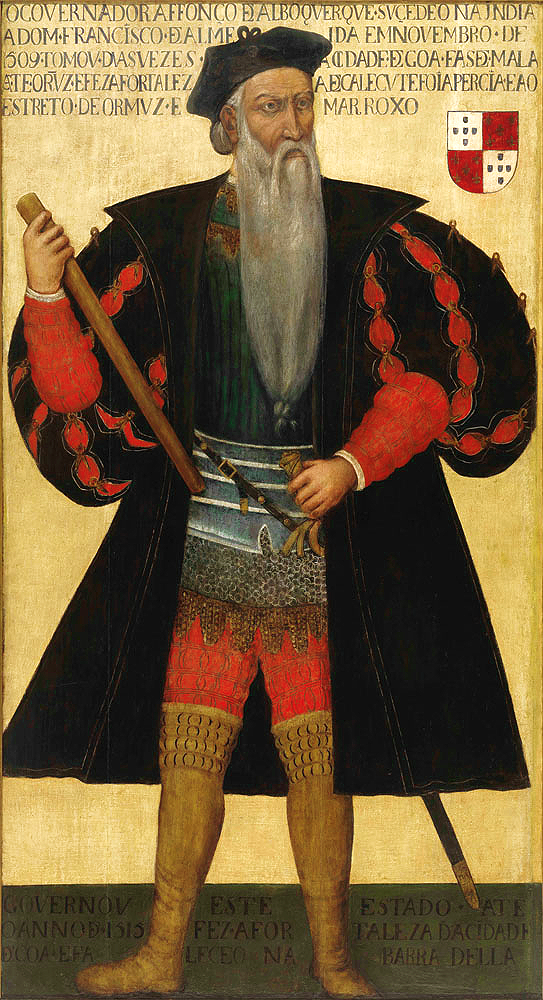
Suposto retrato de Afonso de Albuquerque

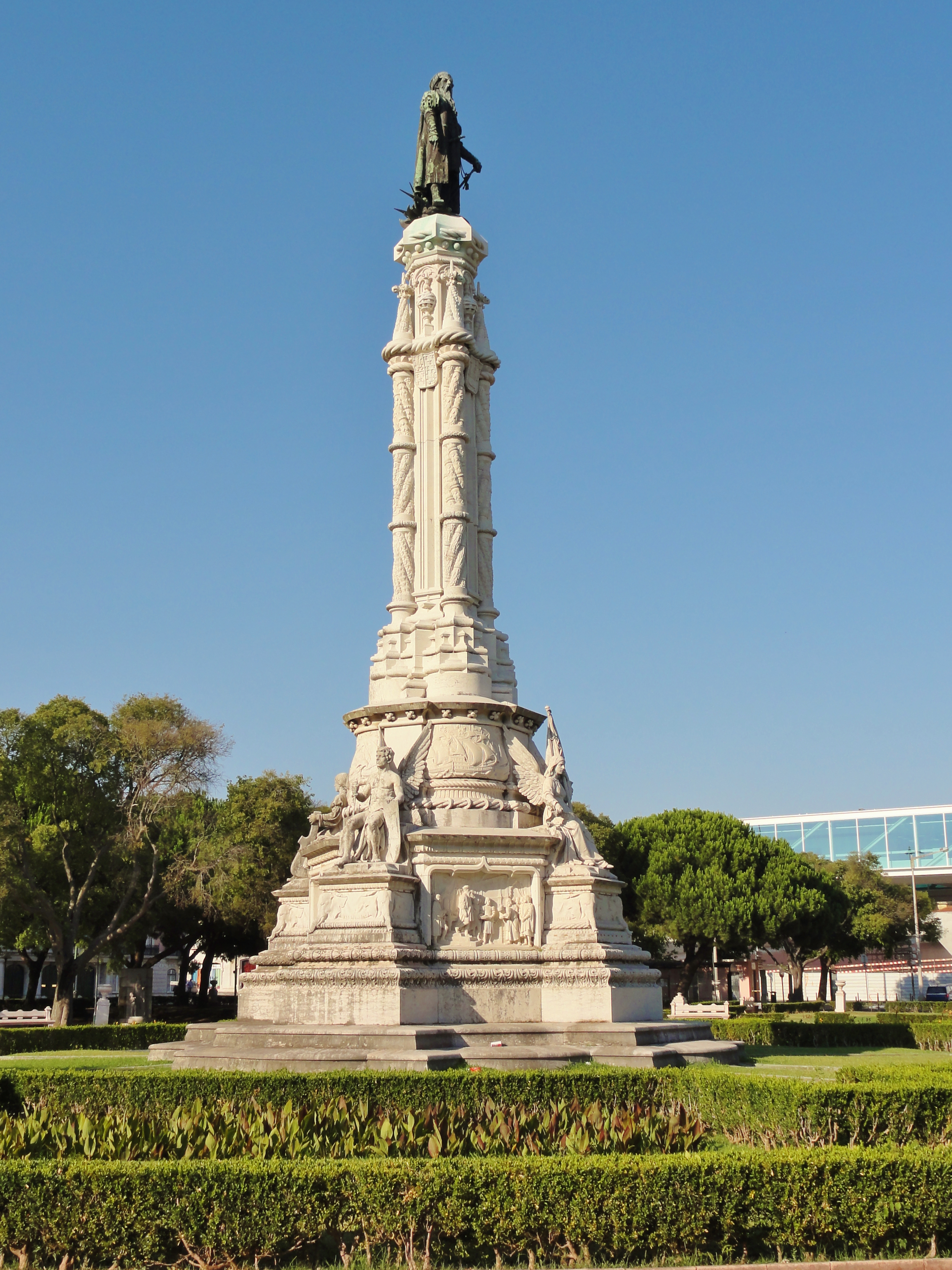
Monumento a Afonso de Albuquerque (estátua sobre coluna de pedestal) de 1902 na Praça Afonso de Albuquerque, Belém, Lisboa

Em 1513 após regressar do mar Vermelho, já em Cananor, Albuquerque fora visitado por um embaixador do xá Ismail I Safávida da Pérsia, que enviara embaixadores a Guzerate, Ormuz e Bijapur. O embaixador enviado a Bijapur visitou Albuquerque convidando-o a nomear um enviado de volta para a Pérsia. Miguel Ferreira foi enviado através de Ormuz para Tabriz, onde manteve várias conversações com o xá Ismail sobre os objetivos comuns de derrotar o sultão mameluco. Tendo retornado com ricos presentes e um embaixador, em Março de 1515 no regresso foram recebidos por Albuquerque em Ormuz, onde veio de estabelecer o seu domínio. A ilha no golfo Pérsico rendeu-se-lhe sem resistência. Aí permaneceu, concluindo a construção da fortaleza de Ormuz em 1515, investindo em esforços diplomáticos para o seu plano de domínio dos pontos estratégicos que permitiam o controlo marítimo e o monopólio comercial da Índia e a receber enviados, mas cada vez mais doente. Em Novembro de 1515, decidiu voltar, mas não sobreviveu à viagem.
A carreira de Afonso de Albuquerque teve um final doloroso e ignominioso. Na corte portuguesa tinha vários inimigos que não perdiam a oportunidade de espicaçar a inveja do rei D. Manuel contra ele, insinuando que pretendia a independência do poder na Índia. A sua conduta, por vezes imprudente e tirânica, serviu estes fins na perfeição. No regresso de Ormuz, à entrada do porto de Goa, cruzou-se com um navio vindo da europa que trazia a notícia da sua substituição pelo seu inimigo pessoal Lopo Soares de Albergaria, líder do grupo que se lhe opusera quando da substituição do vice-rei. O golpe foi demasiado para Afonso de Albuquerque, que morreu no mar a 16 de Dezembro de 1515.
É-lhe atribuída a frase de "Mal com el-rei por amor dos homens, mal com os homens por amor de el-rei.", que terá exclamado ao saber da notícia. Pouco antes de morrer, em resposta a uma carta do rei admoestando-o pelos gastos e conquistas excessivas, e por não se ter dedicado ao objectivo inicial, escreveu uma carta ao rei em tom digno e afectuoso, assumindo a sua conduta e pedindo para o seu filho natural as honras e recompensas que eram justamente devidas a si próprio:
| “ | "Senhor. – Eu nam escrevo a vos alteza per minha mão, porque, quando esta faço, tenho muito grande saluço, que he sinal de morrer: eu, senhor, deixo quá ese filho per minha memória, a que deixo toda minha fazemda, que he assaz de pouca, mas deixo lhe a obrigaçam de todos meus seruiços, que he mui grande: as cousas da india ellas falarám por mim e por elle: deixo a india com as principaes cabeças tomadas em voso poder, sem nela ficar outra pendença senam cerrar se e mui bem a porta do estreito; isto he o que me vosa alteza encomendou: eu, senhor, vos dey sempre por comselho, pera segurar de lá india, irdes vos tirando de despesas: peçoa vos alteza por mercee que se lembre de tudo isto, e que me faça meu filho grande, e lhe dè toda satisfaçam de meu seruiço: todas minhas confianças pus nas mãs de vos alteza e da senhora Rainha, a elles m emcomemdo, que façam minhas cousas grandes, pois acabo em cousas de voso seruiço, e por elles vollo tenho merecido; e as minhas tenças, as quaes comprey pela maior parte, como vossa alteza sabe, beijar lh ey as mãos pollas em meu filho: escrita no mar a 6 dias de dezembro de 1515. Afomso dalboquerque" carta de Afonso de Albuqerque ao rei D. Manuel | ” |

O rei D. Manuel enviara Lopo Soares de Albergaria em Março de 1515. Contudo em Agosto, através de contactos em Veneza, soube que o sultão mameluco do Cairo, incomodado com os avanços no mar Vermelho, preparara no Suez uma frota com homens e artilharia prontos para investir contra os portugueses na Índia e, principalmente, em Ormuz. Temendo os efeitos e arrependido de ter substituído Albuquerque, escreveu de imediato a Lopo Soares, pedindo-lhe que caso já tivesse iniciado a governação devolvesse a Albuquerque o comando das operações, provendo-o de meios para que este pudesse combater as forças rivais. Contudo quando a carta chegou, Albuquerque já havia falecido.
Segundo Brás de Albuquerque, antes de morrer Albuquerque pediu para vestir o manto da Ordem militar de Santiago, "já que era comendador". Em Goa o seu corpo foi recebido por uma multidão que não acreditava que Albuquerque tivesse morrido. Assim foi sepultado na igreja de Nossa Senhora da Serra em Goa» que mandara edificar em 1513, em cumprimento de um voto por se ter salvo com a sua nau "de uns baixios" na ilha do Camarão (esta igreja foi demolida entre 1811 e 1842, durante o breve período de domínio britânico de Goa). Em 1566, passados 51 anos, «foi trasladado, como dispusera seu testamento, ao convento de Nossa Senhora da Graça dos Religiosos Eremitas de Santo Agostinho da corte, para onde foi conduzido em 19 de maio de 1566 com pompa». A igreja da Graça ruiu com o terramoto de Lisboa de 1755 e foi reconstruída, perdendo-se o rasto do túmulo original.

## Legado e descendência
“[…] o grande Cavaleiro,
Que ao vento velas deu na ocídua parte,
E lá, onde infante o Sol dá luz primeiro, 
Fixou das Quinas santas o Estandarte. 
E com afronta do infernal guerreiro, 
(Mercê do Céu) ganhou por força, e arte 
O áureo Reino, e trocou com pio exemplo 
A profana mesquita em sacro templo.
*                 *                 *                 *
 O tempo chega, Afonso, em que a santa
Sião terá por vós a liberdade, 
A Monarquia, que hoje o Céu levanta, 
Devoto consagrando à eternidade. 
Ó bem nascida generosa planta,
Que em flor fruto há-de dar à Cristandade, 
E matéria a mil cisnes, que, cantando 
De vós, se irão convosco eternizando.De Cristo a injusta morte vingou Tito 
Na de Jerusalém total ruína:
E a vós, a quem Deus deu um peito invito,
Ser vingador de sua Fé destina. 
Extinguir do Agareno o falso rito 
É de vosso valor a empresa dina: 
Tomai pois o bastão da empresa grande 
Para o tempo que o Céu marchar vos mande.”

— Malaca Conquistada pelo grande Afonso de Albuquerque (1634), poema épico de Francisco de Sá de Meneses.
- O rei D. Manuel, reconhecendo demasiado tarde a sua fidelidade, procurou reparar a injustiça com que fora tratado cumulando de honras o seu filho natural Brás de Albuquerque (1500–1580),[71] cumprindo assim o último pedido de Afonso de Albuquerque. Baptizado Brás, este mudou o nome para Afonso «por insinuação do rei D. Manuel, querendo este Príncipe igualmente eternizar na sua pessoa a memória de seu ilustre progenitor».
- Em 1557 Brás de Albuquerque publicou uma selecção dos documentos de seu pai sob o título "Commentarios de Afonso dAlboquerque capitão geral & gouernador da India, colligidos... das proprias cartas que elle escreuia ao muyto poderoso Rey Dõ Manuel". Seriam impressos segunda vez em 1576, com o título "Comentários do Grande Afonso de Albuquerque". Nessa segunda edição, com já mais de 70 anos, Brás de Albuquerque corrigira e completara a informação, como afirma na dedicatória ao rei D. Sebastião
- Em 1572 os feitos de Albuquerque foram celebrados por Luís Vaz de Camões em "Os Lusíadas", Canto X (estrofes 40 a 49).
- O poema heróico de Francisco de Sá de Meneses, Malaca Conquistada pelo grande Afonso de Albuquerque, em 12 Cantos e oitava rima, é publicado pela primeira vez em 1634.
- Em 1932 Fernando Pessoa retrata Albuquerque na obra "Mensagem" no capítulo a que chama Brasão, como uma asa do grifo simbólico do império português, sendo a outra D. João II de Portugal e a cabeça o Infante D. Henrique.
- Uma extraordinária e cara variedade de manga que Afonso de Albuquerque costumava trazer das suas viagens à Índia foi nomeada em sua honra e ainda hoje é vendida em todo o mundo como manga Afonso.[72]

Foram impressas duas séries de notas, de 5, 10, 20, 50, 100 e 500 rupias e de 30$00, 60$00, 100$00, 300$00, 600$00 e 1.000$00 da Índia com a sua imagem.

## Títulos e honras

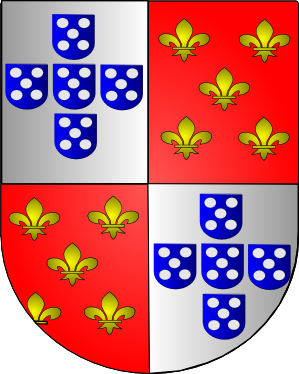
Brasão de armas de Afonso de Albuquerque

Em 1515, com o fim do seu mandato de governador, Afonso de Albuquerque — segundo algumas fontes — teria sido agraciado pelo rei D. Manuel I de Portugal com os títulos de vice-rei da Índia, Duque de Goa e Senhor do Mar Vermelho e o título e tratamento de Dom.
O título de vice-rei estava apenas vago desde 1510, ano da morte de D. Francisco de Almeida, 1º Vice-Rei da Índia, não tendo por isso sido concedido a Afonso de Albuquerque quando foi nomeado Governador em 1509.
O título de Duque de Goa foi o primeiro título nobiliárquico de Duque concedido em Portugal fora da Família Real e o primeiro referente a um local fora do Reino. A Casa de Goa extinguiu-se, por efeito da Lei Mental, com a morte sem descendência de Afonso de Albuquerque, filho único do Vice-Rei D. Afonso de Albuquerque.

## Ascendência[74]
|  |                                                                                            |  |  |  |  |  |  |  |  |  |  |  |  |
|  | 8. Gonçalo Lourenço de Gomide, Escrivão da puridade e 1.º senhor de Vila Verde dos Francos |  |  |  |  |  |  |  |  |  |  |  |  |
|  |                                                                                            |  |  |  |  |  |  |  |  |  |  |  |  |
|  |                                                                                            |  |  |  |  |  |  |  |  |  |  |  |  |
|  | 4. João Gonçalves de Gomide, Escrivão da puridade e 2.º senhor de Vila Verde dos Francos   |  |  |  |  |  |  |  |  |  |  |  |  |
|  |                                                                                            |  |  |  |  |  |  |  |  |  |  |  |  |
|  |                                                                                            |  |  |  |  |  |  |  |  |  |  |  |  |
|  | 9. Inês Leitão                                                                             |  |  |  |  |  |  |  |  |  |  |  |  |
|  |                                                                                            |  |  |  |  |  |  |  |  |  |  |  |  |
|  |                                                                                            |  |  |  |  |  |  |  |  |  |  |  |  |
|  | 2. Gonçalo de Albuquerque, 3.º senhor de Vila Verde dos Francos                            |  |  |  |  |  |  |  |  |  |  |  |  |
|  |                                                                                            |  |  |  |  |  |  |  |  |  |  |  |  |
|  |                                                                                            |  |  |  |  |  |  |  |  |  |  |  |  |
|  | 10. Gonçalo Vasques de Melo, alcaide-mor de Évora                                          |  |  |  |  |  |  |  |  |  |  |  |  |
|  |                                                                                            |  |  |  |  |  |  |  |  |  |  |  |  |
|  |                                                                                            |  |  |  |  |  |  |  |  |  |  |  |  |
|  | 5. Leonor de Albuquerque                                                                   |  |  |  |  |  |  |  |  |  |  |  |  |
|  |                                                                                            |  |  |  |  |  |  |  |  |  |  |  |  |
|  |                                                                                            |  |  |  |  |  |  |  |  |  |  |  |  |
|  | 11. Isabel de Albuquerque, filha do senhor de Tábua                                        |  |  |  |  |  |  |  |  |  |  |  |  |
|  |                                                                                            |  |  |  |  |  |  |  |  |  |  |  |  |
|  |                                                                                            |  |  |  |  |  |  |  |  |  |  |  |  |
|  | 1. Afonso de Albuquerque                                                                   |  |  |  |  |  |  |  |  |  |  |  |  |
|  |                                                                                            |  |  |  |  |  |  |  |  |  |  |  |  |
|  |                                                                                            |  |  |  |  |  |  |  |  |  |  |  |  |
|  | 12. Martim Gonçalves de Ataíde, alcaide-mor de Chaves                                      |  |  |  |  |  |  |  |  |  |  |  |  |
|  |                                                                                            |  |  |  |  |  |  |  |  |  |  |  |  |
|  |                                                                                            |  |  |  |  |  |  |  |  |  |  |  |  |
|  | 6. D. Álvaro Gonçalves de Ataíde, 1.º Conde de Atouguia                                    |  |  |  |  |  |  |  |  |  |  |  |  |
|  |                                                                                            |  |  |  |  |  |  |  |  |  |  |  |  |
|  |                                                                                            |  |  |  |  |  |  |  |  |  |  |  |  |
|  | 13. Mécia Vasques Coutinho                                                                 |  |  |  |  |  |  |  |  |  |  |  |  |
|  |                                                                                            |  |  |  |  |  |  |  |  |  |  |  |  |
|  |                                                                                            |  |  |  |  |  |  |  |  |  |  |  |  |
|  | 3. D. Leonor de Meneses                                                                    |  |  |  |  |  |  |  |  |  |  |  |  |
|  |                                                                                            |  |  |  |  |  |  |  |  |  |  |  |  |
|  |                                                                                            |  |  |  |  |  |  |  |  |  |  |  |  |
|  | 14. D. Pedro de Castro, 1.º senhor do Cadaval                                              |  |  |  |  |  |  |  |  |  |  |  |  |
|  |                                                                                            |  |  |  |  |  |  |  |  |  |  |  |  |
|  |                                                                                            |  |  |  |  |  |  |  |  |  |  |  |  |
|  | 7. D. Guiomar de Castro                                                                    |  |  |  |  |  |  |  |  |  |  |  |  |
|  |                                                                                            |  |  |  |  |  |  |  |  |  |  |  |  |
|  |                                                                                            |  |  |  |  |  |  |  |  |  |  |  |  |
|  | 15. D. Leonor de Meneses, filha do 1.º Conde de Ourém                                      |  |  |  |  |  |  |  |  |  |  |  |  |
|  |                                                                                            |  |  |  |  |  |  |  |  |  |  |  |  |
|  |                                                                                            |  |  |  |  |  |  |  |  |  |  |  |  |